# Mark Hensby
Mark Adam Hensby (født 29. juni 1971 i Melbourne, Australien) er en australsk golfspiller, der (pr. september 2010) står noteret for én PGA Tour, og én European Tour-sejr. Hans bedste resultat i en Major-turnering er en 3. plads, som han opnåede ved US Open i 2005.
Hensby har en enkelt gang, i 2005, repræsenteret Det internationale Hold ved Presidents Cup, hvilket dog endte med et knebent nederlag til det amerikanske hold.